# وو یی (سیاستمدار)
وو یی (انگلیسی: Wu Yi؛ زادهٔ ۱۷ نوامبر ۱۹۳۸) سیاست‌مدار بازنشسته اهل جمهوری خلق چین است. او یکی از رهبران مشهور چین در دهه اول قرن بیست و یکم بود. در زمان شیوع بیماری سارس وزیر بهداشت چین بود و در سال‌های ۲۰۰۳ تا ۲۰۰۸ به عنوان معاون نخست وزیری شورای دولتی خدمت می‌کرد. او در رسانه‌های چین به عنوان خانم آهنین شناخته می‌شد چرا که در صحنه بین‌المللی مذاکره کننده ای سرسخت بحساب می‌آمد.

## زندگی‌نامه
وو در نوامبر سال ۱۹۳۸ در یک خانواده روشنفکر در ووهان به دنیا آمد ولی با پدر و مادرش از اهالی ناحیه هوانگمی است. اما او عشیره او از ساکنان شهرستان هوبئی بوده‌اند. او دختر کوچک خانواده بود. والدینش در زمانی که جوان بود فوت کردند. توسط برادرش که هشت سال بزرگ‌تر از او بود بزرگ شد. در آوریل ۱۹۶۲، او به حزب کمونیست چین پیوست. در اوت همان سال، او از دانشکده نفت پکن در رشته مهندسی نفت فارغ‌التحصیل شد. عمدتاً به عنوان یک کارشناس نفت کار می‌کرد ولی در نهایت در پالایشگاه دونگ فانگ هونگ پکن به عنوان معاون مدیر و رئیس بخش پتروشیمی پکن یانشان، مشغول بکار شد.

## سمت‌های دولتی
در سال ۱۹۸۸ به عنوان معاون شهردار پکن انتخاب شد و تا سال ۱۹۹۱ در این منصب بود. پس از تظاهرات میدان تیان‌آنمن در سال ۱۹۸۹، کارگران زغال سنگ که چند تن از دوستانشان کشته شده بودند را ترغیب کرد تا به کارشان ادامه دهند.
از سال ۱۹۹۱ تا ۱۹۹۸، او موفق شد پست‌های معاون وزیر امور اقتصادی و ارتباطات خارجی، وزیر تجارت خارجی و همکاری اقتصادی را بدست بیاورد و عضو کمیته مرکزی چهاردهم و پانزدهم حزب کمونیست چین شود.
او در سال ۱۹۹۸ به منصب مشاور دولتی دست یافت و در مارس ۲۰۰۳ معاون نخست وزیر شد. او اولین زنی بود که از زمان اصلاحات اقتصادی در سال ۱۹۷۸ شروع به کار کرد و به عنوان قوی‌ترین زن در صحنه سیاست چین پس از جیانگ چینگ، همسر مائو شناخته می‌شد.

## تصویر عمومی
وو توسط رسانه‌های چینی به عنوان «بانوی آهنین چین» نامگذاری شده و بر خلاف همکارانش مردش به عنوان زنی مستقل و مستحکم به‌شمار می‌رفت. اگرچه موهایش رو به سفیدی می‌رفت ولی آن‌ها را رنگ نمی‌کرد و هیچوقت ازدواج هم نکرد. زمانی که در این باره از او سؤال شد پاسخ داد ازدواج نکردنم به این خاطر نبوده که می‌خواستم تنها باشم بلکه به این دلیل بوده که با چنین وضعیتی هیچ‌کس وارد زندگی من نشده‌است.
مجله فوربز او را دومین زن قدرتمند جهان در سال‌های ۲۰۰۴، ۲۰۰۵ و ۲۰۰۷ و سومین زن قدرتمند جهان در سال ۲۰۰۶ دانست.